# Леле (театр)
Вильнюсский театр «Леле́» (лит. Vilniaus teatras „Lėlė“) — кукольный театр, действующий в Вильнюсе с 1958 года (как Вильнюсский кукольный театр; с 1969 года носит название «Леле», от лит. Lėlė «Кукла»); один из трёх профессиональных кукольных театров в Литве.
Располагается в Вильнюсе в Старом городе на улице Арклю (Arklių g. 5). Руководитель театра Юозас Марцинкявичюс.

## История

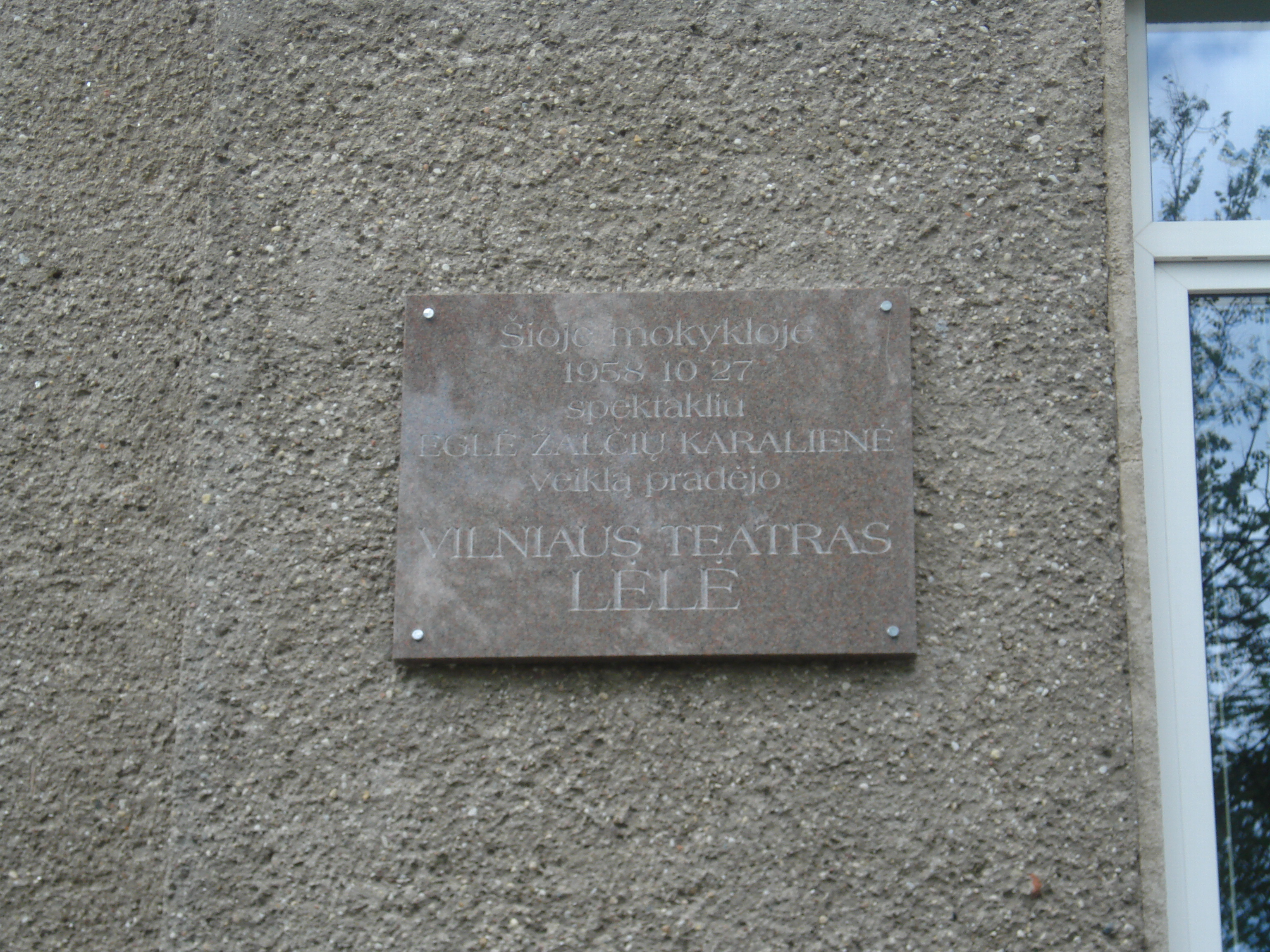
Мемориальная плита в память первого спектакля

Основан в 1958 году под названием «Вильнюсский кукольный театр» (Vilniaus lėlių teatras). Первый спектакль «Эгле, королева ужей» состоялся 27 октября 1958 года в помещении школы на Ужуписе. Первую труппу составили учащиеся Вильнюсского культурно-просветительного техникума. В 1979 году труппа пополнилась выпускниками консерватории Литовской ССР. Среди актёров в 1958—1960 и 1967—1971 годах была Лайма Ланкаускайте, позднее ставшая режиссёром театра (1971—1973), в 1980-х годах — главным режиссёром.
Руководителем театра в первые годы существования был его создатель, литовский кукольник Балис Лукошюс, заслуженный артист Литовской ССР.
Ставились главным образом спектакли на сюжеты литовских народных сказок и произведения литовских авторов; спектаклям придавался национальный колорит. Куклы тростевые из папье-маше, декорации иллюзионные, живописные. В конце 1960-х годов наметился отказ от иллюстративности и поиск новых пластических форм кукол.
Творческая программа театра в 1970-е годы определялась художником и постановщиком Виталиюсом Мазурасом, стремившимся к единству пластики кукол и музыки, поэтичности, целостности сценического образа. Началось использование новых материалов и новых средств управления куклой (соединение принципов тростевой куклы и марионетки). Ставились пьесы и инсценировки произведений литовских писателей Марцелиюса Мартинайтиса, Сигитаса Гяды, Юдиты Вайчюнайте, Виолеты Пальчинскайте. Были созданы спектакли для взрослых.
С 1977 года театр обосновался в специально оборудованном помещении с залом на 250 мест по улице Арклю 5, заняв часть старинного здания дворца Огинского в Старом городе. В год ставилось около 450 спектаклей.
С 1966 года театр принимал участие в фестивалях кукольных театров Прибалтики и Белоруссии. Выступал с гастролями в Германии, Эфиопии, Финляндии, Дании, Великобритании, Австрии, Индии, США, Польше, России, Латвии и других странах.
Главными режиссёрами театра были Балис Лукошюс (1958—1969), Аурелия Рагаускайте (1971—1982), Лайма Ланкаускайте (1982—1988). Спектакли по собственным пьесам „Kelionė į pasaulio galą“ (1995) и „Vilis“ (2005) ставил писатель и режиссёр Витаутас В. Ландсбергис.
Художники: Йонас Суркявичюс, Пятрас Делтува, Гинтаутас Жалалис, Виталиюс Мазурас и другие.
Музыку к спектаклям создавали Конрадас Кавяцкас, П.-В. Палтанавичюс, Бронюс Кутавичюс, Тейсутис Макачинас, Юлюс Андреевас, Ф. Латенас, М. Урбайтис и другие.
Актёры театра — Н. Гайлюте, Л. Лейкаускайте, В. Чеснавичюс, Ю. Марцинкявичюс, Э. Пишкинайте, В. Киркилёнис, А. Грибаускайте и другие.

## Репертуар
В настоящее время[когда?]

 в труппе театра работает 15 профессиональных актёров. В репертуаре театра 24 спектакля. Часть их — постановки таких общеизвестных произведений как «Белоснежка и семь гномов», «Гадкий утёнок», «Красная Шапочка», «Три поросёнка», «Пиноккио», «Золушка».
В репертуаре также постановки по литовским народным сказкам и произведениям литовских писателей. Среди постановок кукольные представления, шоу теней и спектакли, в которых на одной сцене играют куклы и актёры. Спектакли идут в двух залах (на 220 и на 70 мест).

## Награды
- Почётная грамота Президиума Верховной Рады Автономной Республики Крым (31 октября 2000 года, Автономная Республика Крым, Украина) — за значительный вклад в развитие театрального искусства, эстетическое и нравственное воспитание подрастающего поколения, укрепление дружбы между народами и активное участие в I Международном фестивале театров кукол в Автономной Республике Крым[4].